# Riva Valdobbia
Riva Valdobbia est une ancienne commune italienne de la province de Verceil, dans la région Piémont.

## Administration
| Période                                  | Période | Identité | Étiquette | Qualité |
| ---------------------------------------- | ------- | -------- | --------- | ------- |
|                                          |         |          |           |         |
| Les données manquantes sont à compléter. |         |          |           |         |

### Communes limitrophes
Alagna Valsesia, Campertogno, Gressoney-La-Trinité, Gressoney-Saint-Jean, Mollia, Rassa, Rima San Giuseppe